# الدادانية

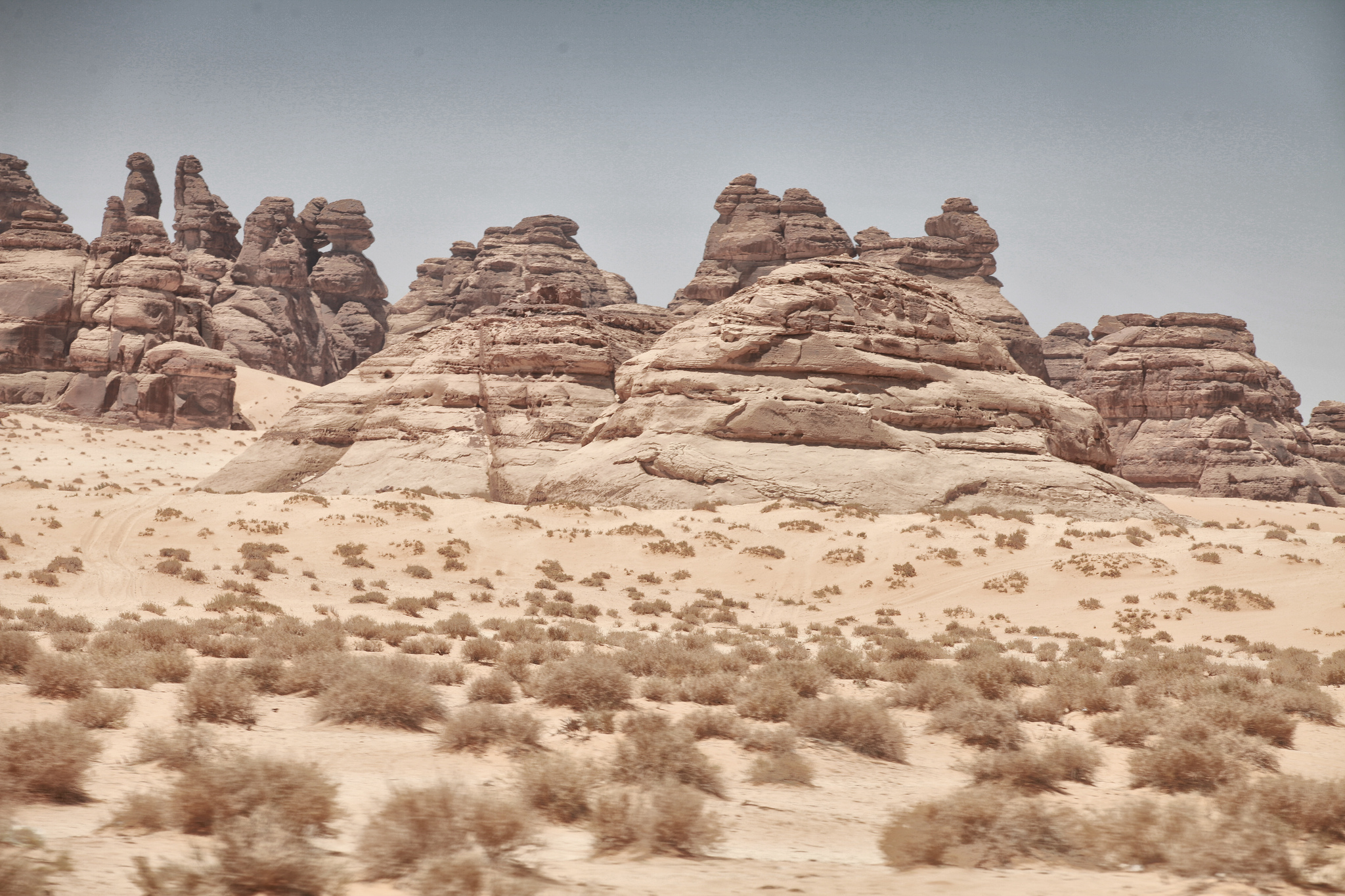
دادان

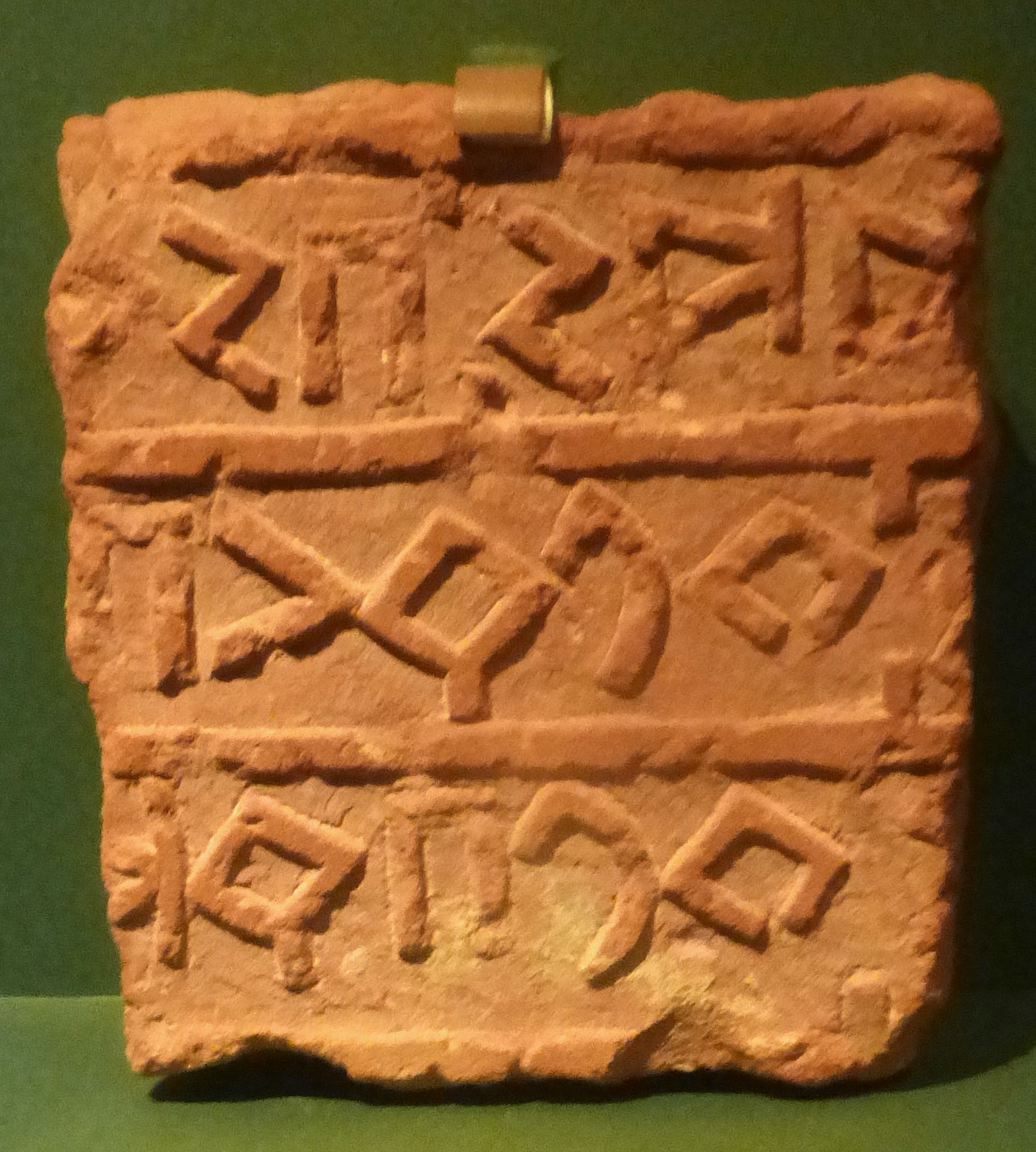
نقش داداني على لوح.

الددنية أو الدادانية تسمية جامعة تطلق على مجموعة من النقوش المكتوبة بخط المسند وقد كانت هذه النقوش منتشرًا في مستوطنة دادان وتيماء وجبل عكمة شمال شبه الجزيرة العربية، وبالتحديد في مستوطنة دادان. وتعتبر النقوش أحد مراحل تطور الأبجدية العربية الجنوبية.

## التاريخ
تتفرع النقوش الدادانية من خط المسند ومعظم النقوش الدادانية في واحة دادان مكتوبة باللغة المعينية. تسلك النقوش الداداني في كتابتها بعض الأشكال التي تبدو وكأنها قد فُقدت في مرحلة البروتو العربية. وتعتبر لغة النقوش لهجة معينية، ويتطلب المزيد من العمل والبحث لتعزيز وحفظ مكانة الخط الصحيحة في الأسرة الجزرية. في واحة دادان العلا كُشف عن أقدم نماذج للكتابة الدادانية في المنطقة، فقد عثر في أمكنة متفرقة من العلا ومدائن الاسود ومستوطنة دادان على مجموعات من النقوش بالخط الداداني. ومن أهم النقوش الدادانية المعروفة وأبرزها حتى الآن نقشان جاء فيهما ذكر لملكين من ملوك الدولة الدادانية، الأول عثر عليه مكتوبًا على صخور قمة جبل إثلب في الجهة الشرقية من مستوطنة دادان، ويتحدث عن الملك الداداني متعال ملك ددن، أما الثاني فقد كشف عنه وسط أنقاض عاصمة الدادانيين (خريبة العلا الآن)، وفيه إشارة إلى الملك الداداني كبرال بن متعال ملك ددن.

## نظام الكتابة
الدادانية لديها نفس الـ 28 حرف صوتي للعربية وهي اللغة القديمة الوحيدة من عائلة النقوش السامية الجنوبية التي تستخدم حروف العلة كحروف مصوتة مطولة.

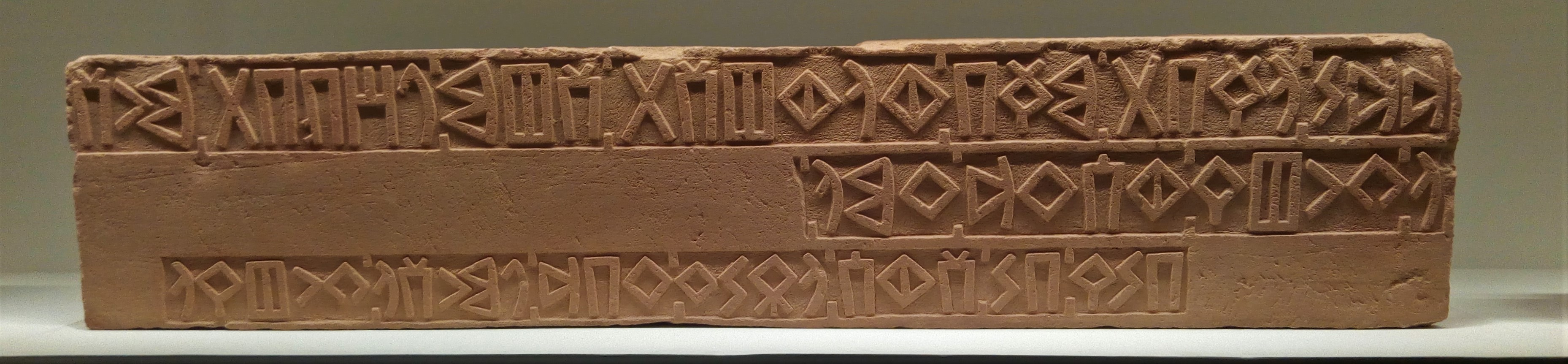
نقش داداني من العلا، معبد دادان (الخريبة)، عن القرابين. القرن الخامس - الأول قبل الميلاد.
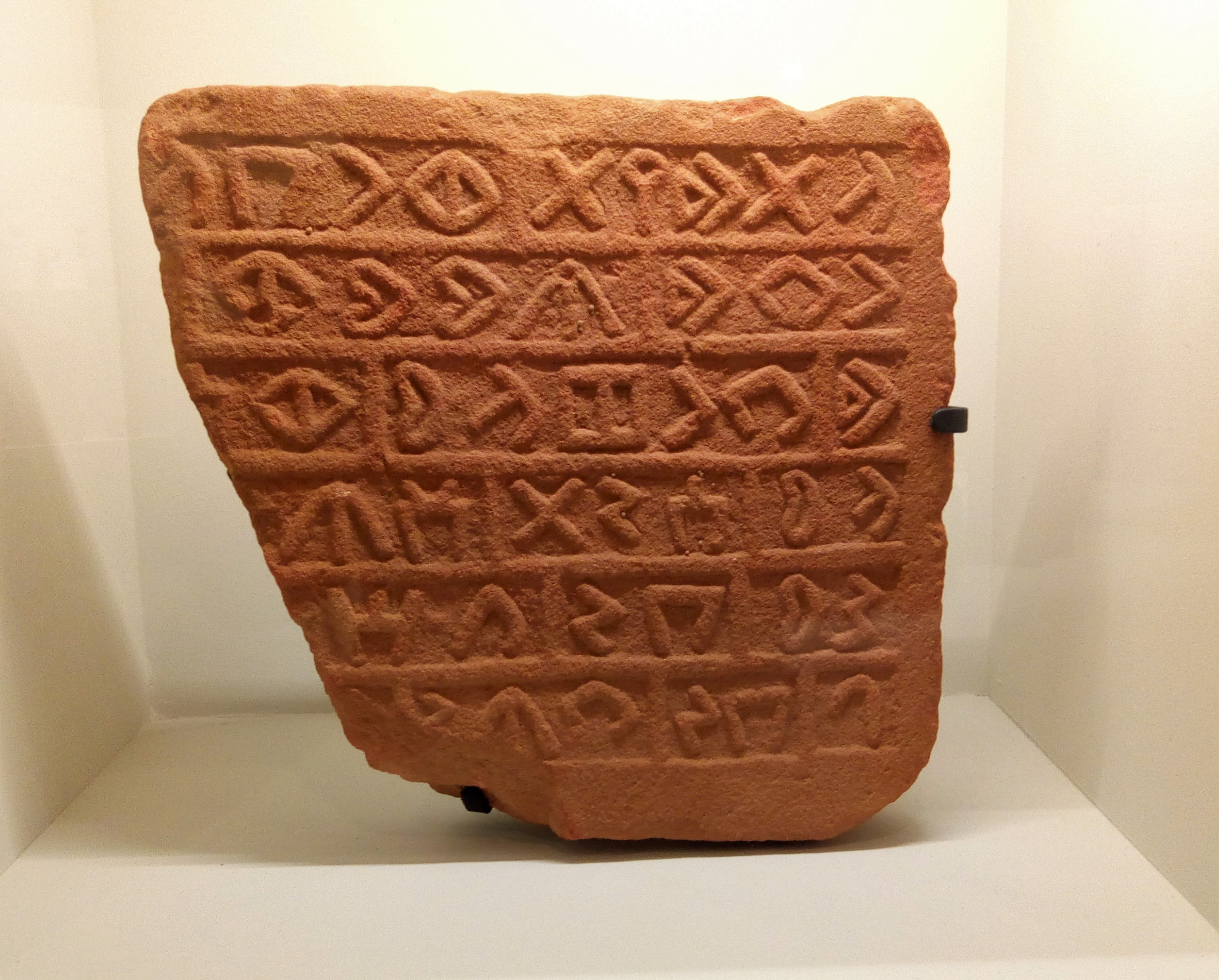
نقش داداني من العلا، معبد أم دراج، في ذكرى الحج. القرن الخامس - الأول قبل الميلاد.
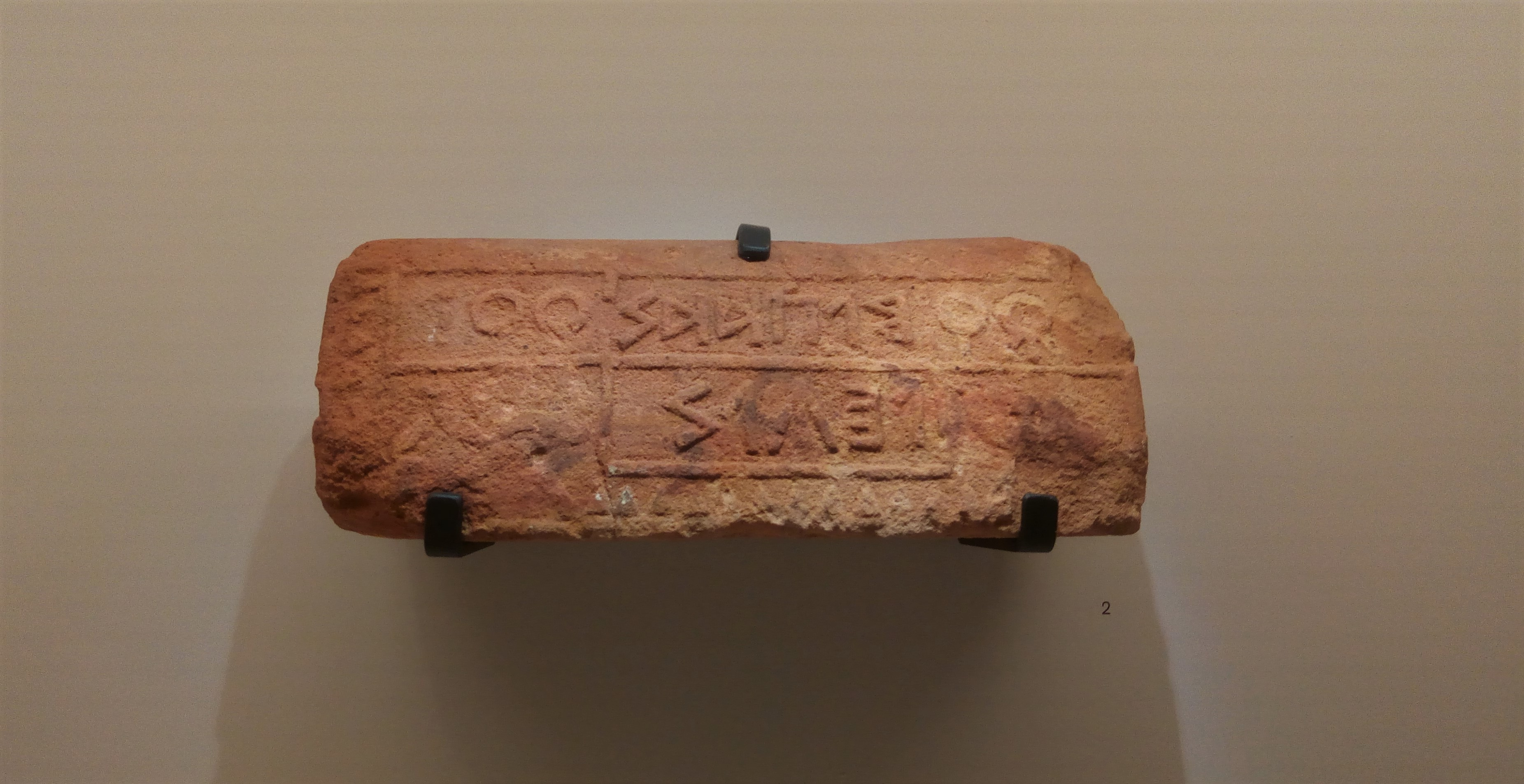
نقش داداني من العلا، معبد دادان (الخريبة)، يذكر الملك عاصي. القرن الخامس - الأول قبل الميلاد.